# Lisa Gardner
Lisa Gardner (1972) é uma escritora norte-americana que já foi best-seller número 1 do The New York Times e já teve seus livros publicados em mais de 30 países. Com mais de 22 milhões de livros vendidos. Ela começou sua carreira como ecritora escrevendo suspenses românticos sob o pseudônimo de Alicia Scott.

## Biografia
Criada em Hillsboro, Oregon, ela se formou na Glencoe High School da cidade.
Em meados da década de 1990, ela era analista de pesquisa em Boston na Mercer Management (agora Oliver Wyman). Ela creditou seus longos dias fazendo pesquisa por lhe dar as habilidades necessárias para seguir uma linha de investigação enquanto aprendia novos tópicos.
Ela é conhecida por seu trabalho com resgate de animais e crianças em situação de risco, recebendo o Silver Bullet Award da International Thriller Writers em 2017 em homenagem a seus esforços.
Lisa Gardner se define como uma pesquisadora compulsiva e sempre teve interesse pelo procedimento policial e forense. Entre os suspenses sobre especialistas em perfis criminais do FBI, destacam-se Gone, The Next Accident e The Third Victim. Gardner vive com a família em New Hampshire e passa o dia escrevendo em seu loft na companhia de um meigo pastor-de-shetland e de um aventureiro terrier.

## Prêmios
Com The Neighbor, Lisa recebeu o prêmio International Thriller of The Year, com The Other Daughter, foi premiada com o Daphne du Maurier Award. The Neighbor também ganhou  o Grand Prix des Lectrices de Elle na França.